# Hot Sulphur Springs
Hot Sulphur Springs és una població dels Estats Units a l'estat de Colorado. Segons el cens del 2000 tenia 521 habitants.

## Demografia
Segons el cens del 2000, Hot Sulphur Springs tenia 521 habitants, 196 habitatges, i 131 famílies. La densitat de població era de 261,2 habitants per km².
Dels 196 habitatges en un 32,1% hi vivien nens de menys de 18 anys, en un 57,7% hi vivien parelles casades, en un 5,1% dones solteres, i en un 32,7% no eren unitats familiars. En el 25,5% dels habitatges hi vivien persones soles el 7,1% de les quals corresponia a persones de 65 anys o més que vivien soles. El nombre mitjà de persones vivint en cada habitatge era de 2,45 i el nombre mitjà de persones que vivien en cada família era de 2,98.
Per edats la població es repartia de la següent manera: un 24,4% tenia menys de 18 anys, un 9% entre 18 i 24, un 34,7% entre 25 i 44, un 25,7% de 45 a 60 i un 6,1% 65 anys o més.
L'edat mediana era de 36 anys. Per cada 100 dones de 18 o més anys hi havia 134,5 homes.
La renda mediana per habitatge era de 39.306 $ i la renda mediana per família de 46.000 $. Els homes tenien una renda mediana de 42.431 $ mentre que les dones 20.208 $. La renda per capita de la població era de 24.012 $. Entorn del 2,3% de les famílies i el 5,7% de la població estaven per davall del llindar de pobresa.

## Poblacions més properes
El següent diagrama mostra les poblacions més properes.